# Affaire Élodie Kulik
Pour les articles homonymes, voir Kulik.
L’affaire Kulik ou affaire Élodie Kulik est une affaire criminelle française qui a défrayé la chronique à partir de l'année 2002, à la suite du viol et du meurtre dans la nuit du 10 au 11 janvier 2002 d'une jeune femme de 24 ans, Élodie Kulik, directrice d'une agence bancaire à Péronne, sous-préfecture de l'est du département de la Somme.
Alors qu'elle regagne en voiture son domicile de Péronne, après un dîner pris dans un restaurant de Saint-Quentin, du département voisin de l'Aisne, la jeune femme qui a vraisemblablement été suivie, est projetée sur le bas-côté de la route en zone non habitée, sur le territoire de la commune de Cartigny, à environ cinq kilomètres de son point de destination. Alors qu'elle est en train d'appeler les secours, elle est extraite de sa voiture, placée dans un autre véhicule et amenée quelques kilomètres au sud-est, sur un chemin de terre isolé du territoire de la commune rurale de Tertry (à moins de quatre kilomètres du village de son enfance, Monchy-Lagache), où elle est violée puis assassinée. Son corps est retrouvé le surlendemain par un agriculteur : il a été brûlé partiellement.
L'appel au secours d'Élodie Kulik a été enregistré et devient une pièce centrale de l'affaire. L'enregistrement, souvent qualifié de « glaçant » et « terrifiant », dure 26 secondes mais est de piètre qualité. En plus des cris d'Élodie Kulik, on distingue au moins deux voix masculines, ce qui indique qu'il y a au moins deux auteurs.
Les détails donnés lors de témoignages sous protection des sources et une rigoureuse enquête de police scientifique menée par les gendarmes et la justice débouchent dix ans plus tard sur l'identification formelle de l'un des violeurs : Grégory Wiart, un jeune homme mort dans un accident de voiture une année et demie après le meurtre, dont le corps est exhumé du cimetière situé à une dizaine de kilomètres au sud de Saint-Quentin. Cet homme aurait notamment vécu dans le même village que sa victime (à Monchy-Lagache), où il l'aurait donc croisée entre cinq et dix ans avant sa mort.
Peu après cette première identification permise par le fichier des empreintes génétiques, un autre suspect, Willy Bardon, est arrêté en janvier 2013 et placé en détention provisoire. Il fait partie des membres d'un « groupe de copains » effectuant des sorties en véhicules 4×4, auquel avait appartenu le suspect décédé, et dont plusieurs personnes disent avoir reconnu la voix sur l'enregistrement de l'appel au secours. Il niera, néanmoins, avoir participé aux faits. En 2014, dans l'attente de son jugement éventuel par la cour d'assises d'Amiens, ce complice présumé, Willy Bardon, est libéré sous surveillance électronique, avec assignation à résidence.
Le procès en première instance s'ouvre le 21 novembre 2019. Le verdict est rendu le 6 décembre 2019 : Willy Bardon est condamné à trente années de réclusion criminelle, conformément aux réquisitions, pour l’enlèvement et le viol en réunion d'Élodie Kulik, mais il est acquitté du chef de meurtre. À l'annonce du verdict, il tente de se suicider et ses avocats indiquent qu'ils vont faire appel.
Le procès en appel s'ouvre le 14 juin 2021 devant la cour d'assises d'appel du Nord à Douai. Willy Bardon clame, comme en première instance, son innocence, mais il est de nouveau condamné le 1er juillet 2021 à 30 ans de prison conformément aux réquisitions. Il est cette fois-ci reconnu coupable du meurtre d'Élodie Kulik en plus de la séquestration et du viol en réunion. Ses avocats annoncent se pourvoir en cassation, ce pourvoi est rejeté le 30 novembre 2022. Ce même jour, ses défenseurs font savoir qu'ils vont déposer un recours auprès de la Cour européenne des droits de l’homme. Le recours auprès de la Cour européenne des droits de l'homme est rejeté le 7 septembre 2023.

## Description de l'affaire
À 24 ans, Élodie Kulik dirige une agence de la Banque de Picardie à Péronne. Deux ans auparavant, elle est devenue la plus jeune directrice d'agence bancaire du pays,. Le 10 janvier 2002, elle passe la soirée dans un restaurant chinois de Saint-Quentin dans l'Aisne avec Hervé Croisile, un ami,, puis boit un thé chez lui. Élodie Kulik rentre à son domicile de Péronne dans la Somme, en voiture en fin de soirée, alors que la route est gelée, dans un important brouillard et peu fréquentée à cette heure tardive. À 0 h 21, elle appelle les pompiers après que sa Peugeot 106 grise est sortie de la route en pleine ligne droite et a fait un tonneau : la route verglacée peut être à l'origine d'une perte de contrôle mais rien n'exclut qu'elle soit due à un endormissement ou une queue de poisson. Toujours est-il que l'appel de 26 s est brusquement coupé après des hurlements indiquant qu'elle vient d'être enlevée. Ses agresseurs lui arrachent son téléphone, le débarrassent de sa batterie et le jettent dans la nature. Plusieurs voix d'hommes, deux peut-être trois, sont entendues sur l'enregistrement des pompiers.
Son véhicule est signalé une demi-heure plus tard, accidenté dans un champ bordant la route départementale 44, dans la commune de Cartigny, quelques kilomètres avant Péronne sur la route qui vient de Saint-Quentin. Son corps est retrouvé le 12 janvier 2002 par un agriculteur dans une décharge, sur un terrain militaire désaffecté datant de la Première Guerre mondiale, dans la petite commune de Tertry, à quelques kilomètres au sud-est de l'endroit où son véhicule avait été laissé accidenté. Son corps a été volontairement incendié mais un ADN nucléaire, c'est-à-dire complet, extrait du sperme retrouvé dans un préservatif, quatre ADN incomplets et une empreinte digitale sont retrouvés. Autant de signatures que les assassins n'avaient pu effacer en brûlant le corps retrouvé sur place. L'autopsie indique qu'elle a été violée et étranglée.

## Enquête

### Vaste recherche infructueuse
La piste d'un tueur en série est rapidement écartée, lorsque Jean-Paul Leconte est accusé de deux autres meurtres survenus dans les mois suivants, ceux de Patricia Leclercq (19 ans) le 6 juillet 2002 et de Christelle Dubuisson (18 ans) le 21 août 2002. Une cellule de la gendarmerie est destinée à la recherche des meurtriers, et lance plusieurs appels à témoins.
Le 20 juillet 2002, Rose-Marie Kulik, la mère d'Élodie, désespérée de voir que l'enquête n'aboutit pas, tente de se suicider avec une substance pesticide. Elle restera dans le coma jusqu'à sa mort le 10 juillet 2011.
Les parents d'Élodie avaient déjà été frappés par un drame. En décembre 1976, le soir de Noël, son père, Jacky Kulik avait eu un accident de voiture dans lequel leurs premiers enfants Laurent et Karine étaient morts.
En octobre 2011, c'est l'affaire criminelle française dont le nombre de prélèvements d'ADN est le plus important : entre 5 000 et 6 000.

### Identification d'un des agresseurs
En janvier 2012, quelques jours après une marche blanche en mémoire d'Élodie pour le 10e anniversaire du drame, un des agresseurs est identifié par recoupement avec le Fichier national automatisé des empreintes génétiques (FNAEG), où figure l'ADN de son père, alors emprisonné pour une affaire d'agression sexuelle sur mineurs : cette recherche en parentèle est une première en France (mise au point par le commandant de gendarmerie Emmanuel Pham-Hoai, chef du département de biologie de l'IRCGN) pour cette technique venue des États-Unis et qui se base sur l'ADN nucléaire. Ce jeune homme, Grégory Wiart, plombier né en 1979, s'est tué dans un accident de voiture le 1er novembre 2003, en fonçant sur une ligne droite, sur une route sèche, pour aller s'encastrer sous un camion arrivant en face.
Le 24 janvier 2012, l'exhumation du corps de Grégory Wiart est organisée dans le cimetière de Montescourt-Lizerolles afin de pouvoir définitivement comparer les ADN et ces comparaisons confirment l'identité de l'agresseur. Ses relations de l'époque sont placées sur écoute par les gendarmes.
En mars 2012, les parents de Grégory Wiart déclarent que leur fils n'était pas le genre à laisser par négligence un préservatif sur une scène de viol. Ils révèlent qu'il avait subi à plusieurs reprises des mauvais traitements : « resté deux jours attaché à un arbre, humilié » et une autre fois « séquestré, enfermé dans un coffre », en 2001, « pour des histoires d'argent », témoignage concordant avec celui recueilli auprès d'un trentenaire de Montescourt-Lizerolles, selon lequel un ami de Grégory Wiart était connu pour réclamer d'imaginaires dettes à des personnes du secteur, dont l'une au moins raconte qu'il l'avait poursuivie avec sa camionnette.
Par ailleurs, trois jeunes de Montescourt-Lizerolles, ou y ayant des attaches, meurent dans des circonstances suspectes au premier semestre 2008, sans qu'un lien puisse être prouvé avec l'affaire Élodie Kulik. Éric Mouton, de Jussy, à 4 kilomètres, est retrouvé mort en janvier 2008 dans un canal un mois après sa disparition, avec des traces de coups dans le bas du dos et le foie éclaté, sa mère Ginette Mouton estimant que la piste criminelle ne fait aucun doute. Selon la gendarmerie, la famille Mouton a reçu des coups de téléphone d'un homme se moquant du nom de famille à l'heure exacte de la disparition et un témoin affirme qu'il a été séquestré dans des caves à Jussy durant plus de quinze jours. Julien Cordier, 20 ans, « connu pour entretenir des relations avec les amis de Grégory Wiart », est retrouvé mort carbonisé dans une voiture de location en avril 2008, mais l'autopsie ne fait pas état de traces de coups ou de fractures. Un troisième jeune, Nelson Paquet, 17 ans, est retrouvé mort dans un canal, des traces de coups ayant été relevées à l'autopsie, après un décès ayant eu lieu entre le 7 août et le 10 août 2008. Le parquet de Laon ne privilégie aucune thèse. Comme Éric Mouton, il n'avait pas d'eau dans les poumons et n'est pas mort noyé.
En avril 2012, un témoin révèle qu'une amie de Grégory Wiart a reçu pendant près d'un an des lettres postées en 2002 - 2003 la menaçant de finir étranglée, violée et brûlée. La gendarmerie révèle un peu plus tard avoir découvert après une planque discrète devant le domicile, que la personne qui glissait les missives dans la boîte aux lettres et celle qui en était destinataire ne faisaient qu'une : il s'agissait de l'ex-compagne de Grégory Wiart, mère de son fils, qui a sans doute voulu attirer l'attention de ses parents.
Puis en décembre 2012, les gendarmes révèlent qu'un ADN mitochondrial de celle-ci a été identifié sur la scène de crime, et probablement transporté par lui involontairement, après un contact rapproché dans la journée. La mère du fils de Grégory Wiart, qui était encore alors enceinte, se trouvait le soir du meurtre alitée chez ses parents. Selon le frère de cette dernière, Grégory Wiart « a commencé à être violent avec l'enfant » après la naissance, et le dernier Noël avec lui, « est sorti en la laissant enfermée dans la maison, en coupant l'électricité, et en emmenant son portable ». Le frère s'est aussi plaint que Grégory Wiart lui ait volé un chéquier et signé des chèques pour un montant de 7 000 euros.

### Identification d'un autre des agresseurs potentiels
Le 16 janvier 2013, alors que le juge d'instruction Jordane Duquenne est parti pour Nouméa en Nouvelle-Calédonie, sept hommes membres de la même bande de copains et du même club de 4×4 que Grégory Wiart sont placés en garde à vue. Deux d'entre eux sont rapidement libérés car ils « ont été mis hors de cause », fait savoir à la presse Bernard Farret, le procureur de la République d'Amiens.
Le 18 janvier 2013, l'un des sept est présenté au juge d'instruction, mis en examen pour enlèvement, séquestration, viol en réunion et meurtre, puis incarcéré. Il s'agit de Willy Bardon, originaire de Montescourt-Lizerolles, le même village que Grégory Wiart, et ex-patron du Will Bar à Fieulaine, un village proche de Saint-Quentin, dont il avait été expulsé par la mairie deux ans plus tôt car il ne payait plus le loyer, mais qui a un casier judiciaire vierge. Il a d'abord reconnu, puis nié, que sa voix était l'une des trois figurant sur l'enregistrement de l'appel aux pompiers lancé par Élodie Kulik la nuit du crime. Cinq des six autres hommes interpellés avec lui début janvier 2013, dont son propre frère, ont aussi affirmé que c'était sa voix.
Amis proches, Willy Bardon et Grégory Wiart avaient fêté le nouvel an 2002, selon des photos fournies aux gendarmes, dans le restaurant chinois de Saint-Quentin dans l'Aisne, là-même où Élodie Kulik a dîné dix jours plus tard, le soir de son assassinat, mais cette dernière n'y était pas le soir du nouvel an.
L'incarcération de Willy Bardon déclenche un nouveau témoignage d'une ex-restauratrice, déjà cité dans la presse en 2002 mais réitéré et précisé, qui affirme être passée devant deux voitures, dont un break, garées sur les lieux de l'accident, le soir où il s'est produit. L'ex-restauratrice affirme avoir été menacée de meurtre et de viol deux mois plus tard par un homme ressemblant à Willy Bardon, assis sur le siège avant à droite du véhicule break, dont il est sorti. La femme affirme être parvenue à fuir en lui donnant un coup de poing puis se serait réfugiée à un péage autoroutier surveillé par des caméras. Elle aurait également réussi à appeler le 17 (numéro de la police) de son téléphone portable. Les agresseurs auraient attendu qu'elle quitte le péage, mais, lassés, se seraient finalement éloignés. Cet épisode avait été suivi par l'établissement d'un portrait-robot ressemblant à Willy Bardon.
En avril 2014, après quinze mois de détention, la décision est prise par la chambre d’instruction de la cour d'appel d’Amiens de libérer Willy Bardon, alors âgé de 38 ans, en le plaçant sous bracelet électronique, avec assignation à résidence,.
En avril 2017, les juges d'instruction décident de renvoyer Willy Bardon devant la cour d'assises, une année après une décision similaire du parquet, mais le prévenu fait appel de cette décision. Après la réception par le parquet d'une lettre anonyme dénonçant un témoin susceptible de savoir des choses sur Willy Bardon, la chambre de l'instruction de la cour d'appel d'Amiens reporte dans un premier temps sa décision de traduire devant un jury le violeur et meurtrier présumé de la femme[réf. nécessaire] puis décide finalement de ne pas rouvrir l’enquête. Ses avocats saisissent la Cour de cassation pour contester cette décision. Ce pourvoi est rejeté en juillet 2018.

## Procès de Willy Bardon
Le procès commence finalement le 20 novembre 2019. Willy Bardon y clame son innocence. Le 6 décembre, Willy Bardon est condamné à trente ans de réclusion criminelle pour des faits d'enlèvement, de séquestration et de viol. Il est acquitté des faits de meurtre. Ses avocats indiquent qu'ils vont faire appel, et demander le dépaysement du procès.
À l’annonce de son jugement, Willy Bardon ingère un pesticide, le Témik, qu'il a réussi à faire passer au tribunal et est transporté à l’hôpital dans un état grave ; mais son état s'améliore dès le lendemain.
Le 25 septembre 2020, Willy Bardon, voit sa troisième demande de remise en liberté être acceptée. Il est mis en liberté sous contrôle judiciaire dans l'attente de son procès en appel ,. Un mois avant son procès en appel, il est placé de nouveau en détention provisoire pour avoir violé son contrôle judiciaire, en l'espèce pour être entré en contact avec un témoin.
Jugé en appel du 14 juin au 1er juillet 2021 devant la cour d'assises du Nord, Willy Bardon est condamné de nouveau à 30 ans de réclusion pour viol en réunion, enlèvement mais aussi le meurtre d'Élodie Kulik malgré ses dénégations. Ses avocats annoncent un nouveau pourvoi en cassation contre ce jugement. Ce pourvoi est rejeté le 30 novembre 2022. Ce même jour, ses défenseurs font savoir qu'ils vont déposer un recours auprès de la Cour européenne des droits de l’homme. Le recours auprès de la Cour européenne des droits de l'homme est rejeté le 7 septembre 2023.

## Couverture médiatique

### Livre-Édition
- L'affaire Élodie Kulik ou le combat d'un père, de Catherine Siguret (Éditions Presses de la cité)
- Mon combat contre le crime, du Général d'armée David GALTIER (édition Robert laffont)

### Documentaires télévisés
- « Jean-Paul Leconte, le tueur de la Somme » le 24 avril 2011 dans Faites entrer l'accusé présenté par Christophe Hondelatte sur France 2.
- « L’affaire Élodie Kulik » de Christophe Lancelloti (2011) le 9 octobre 2011 dans Non élucidé sur France 2[19], puis sur Numéro 23 le 18 mars 2017.
- « Affaire Élodie Kulik » dans l'émission Présumé Innocent sur Direct 8.
- « Meurtre de la banquière : affaire Élodie Kulik » le 22 mai 2013 dans Enquêtes criminelles : le magazine des faits divers sur W9.
- « Affaire Élodie Kulik : révélations » (deuxième reportage) le 17 juillet 2013 dans Devoir d'enquête sur la Une (RTBF).
- « La route de l'effroi » (premier reportage) dans « ... en Picardie » le 10 mars 2014 dans Crimes sur NRJ 12.
- « Retour sur l'affaire Kulik » le 31 août 2014 dans Sept à huit sur TF1.
- « Affaire Élodie Kulik : qui a tué la jolie banquière ? » (premier reportage) le 7 janvier 2017 dans Chroniques criminelles sur NT1.
- « Le combat d'un père » diffusé le 8 décembre 2019 dans 13 h 15, le dimanche sur France 2.
- « Affaire Élodie Kulik, au nom de sa fille » diffusé le 7 janvier 2023 dans Au bout de l'enquête, la fin du crime parfait ? sur France 2
- « Willy Bardon, la voix du sang » diffusé le 19 novembre 2023 dans Faites entrer l'accusé sur RMC Story.
- « Elodie Kulik : Le combat d’un père pour connaître la vérité sur le meurtre de sa fille » diffusé le 16 mai 2025 dans ça commence aujourd’hui  sur France 2.

### Émission radiophonique
- « Élodie Kulik, la banquière assassinée[67] » le 15 septembre 2016 dans Hondelatte raconte sur Europe 1.
- « L'affaire Élodie Kulik » le 9 janvier 2023 dans Affaires sensibles sur France Inter.
- « L'affaire Élodie Kulik et l'ADN de parentèle » le 21 juin 2023 dans le cadre de la série « Cold cases, la science face au crime » sur France Info.